# Fiskarsån

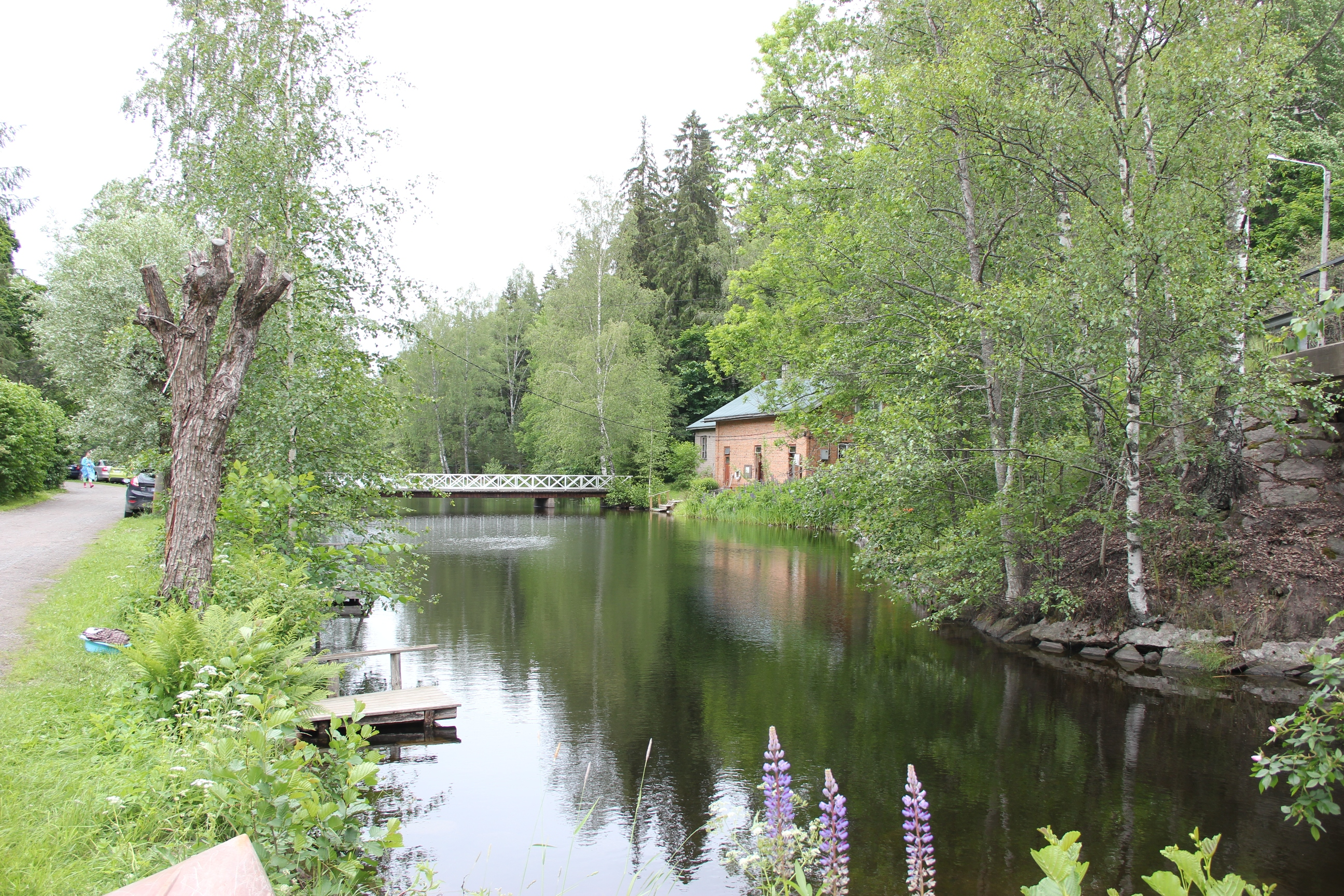
Askunjoki vid Antskogs bruk

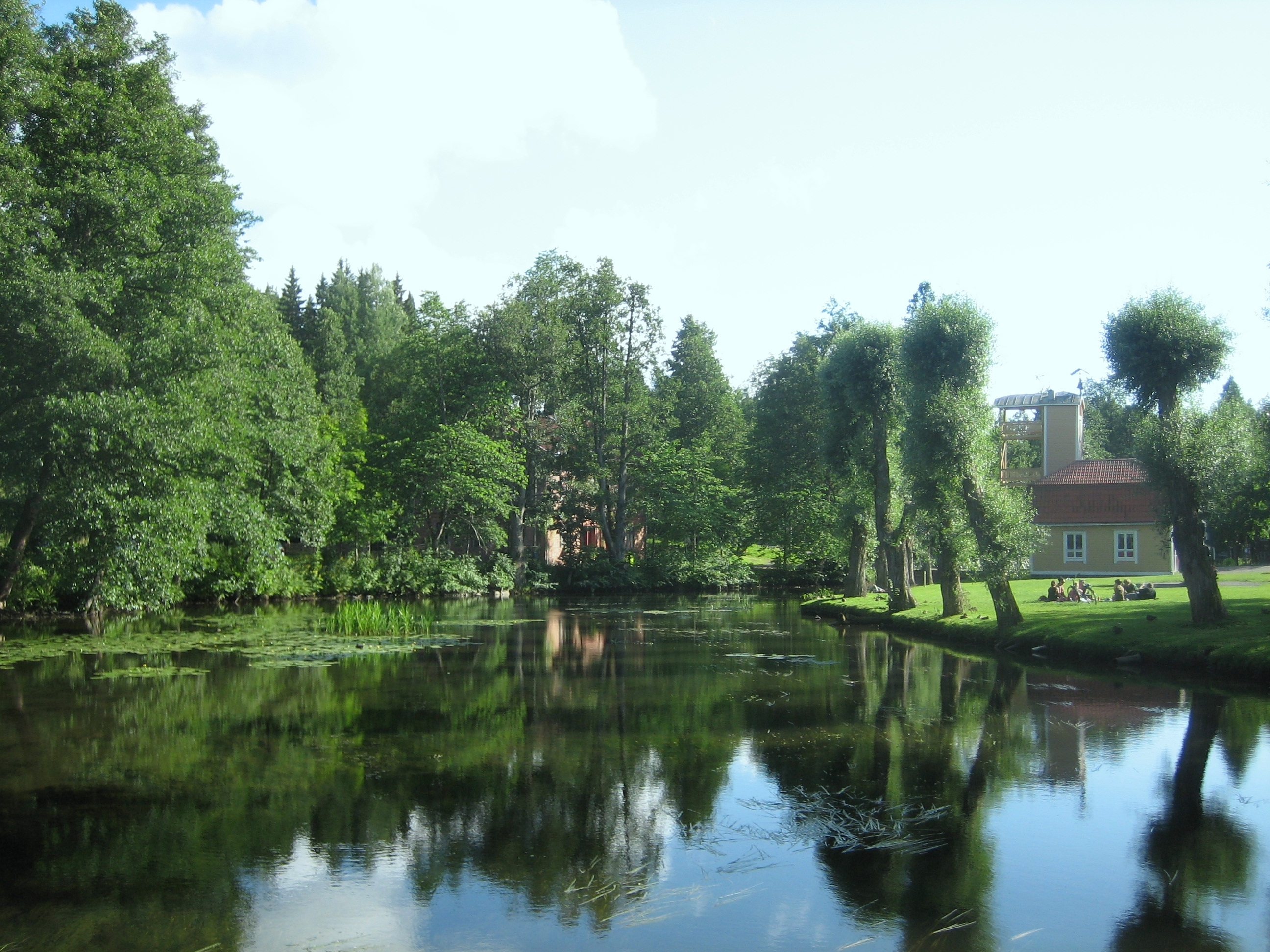
Fiskarsån vid Fiskars bruk

Fiskarsån är en å i västra Nyland i Finland.
Fiskarsån avvattnar ett sjösystem med större sjöar i sitt övre lopp som Määrjärvi och Orijärvi. Från sjön Säljänalen, som ligger 41 meter över havet, rinner Fiskars å via  Finnsjön, Degersjön, Fiskars och Borgbyträsket till Pojoviken i Finska viken. Mynningen i havet ligger nära mynningen av Svartån. Mellan Säljänalen och Finnsjön heter den Antskogsån och mellan Finnsjön och Degersjön har ån namnet Kvarnbyån.